# Phyllopodium mimetes
Phyllopodium mimetes är en flenörtsväxtart som beskrevs av O.M. Hilliard. Phyllopodium mimetes ingår i släktet Phyllopodium och familjen flenörtsväxter. Inga underarter finns listade i Catalogue of Life.